# Roger Pearson (anthropologue)
Pour les articles homonymes, voir Roger Pearson (homonymie) et Pearson.
Roger Pearson, né le 21 août 1927 à Londres et mort le 4 janvier 2023, est un anthropologue britannique, soldat, homme d’affaires, défenseur de l’eugénisme, organisateur politique d’extrême droite et éditeur de revues politiques et universitaires. Il a enseigné dans les universités Queens University de Charlotte, l’University of Southern Mississippi et la Montana Technological University (en). Il est désormais à la retraite. Il a été noté que Pearson a réussi de façon étonnante à combiner une carrière universitaire avec des activités politiques à l’extrême droite. Il a servi dans l’armée britannique après la Seconde Guerre mondiale et a travaillé comme homme d’affaires en Asie du Sud. À la fin des années 1950, il a fondé la Northern League. Dans les années 1960, il s’est établi aux États-Unis et a travaillé avec Willis Carto, publiant des œuvres promouvant la suprématie blanche et l’antisémitisme.
Le travail anthropologique de Pearson est fondé sur une approche évolutionniste et racialiste, s’inscrivant dans un genre courant en anthropologie au début du XXe siècle, selon lequel le progrès de l’humanité dépend de la garantie que les gènes « favorables » soient séparés des « formules génétiques » défavorables. Il a toujours soutenu que l’espèce humaine se compose de races biologiquement distinctes qu’il définit comme des « populations reproductrices rivales », certaines étant intrinsèquement mieux adaptées que d’autres, et en concurrence dans une lutte pour la survie, mais qui trop souvent se mélangent au détriment des races supérieures. Il fait valoir que l’avenir de l’espèce humaine dépend de mesures politiques et scientifiques pour remplacer les « formules génétiques » et les populations qu’il considère comme inférieures par celles qu’il considère comme supérieures, par le biais de « politiques eugéniques humaines et bienveillantes »,,,.
Pearson a également publié deux manuels populaires d’anthropologie, mais ses vues sur la question raciale ont été largement rejetées, n’étant pas soutenues par l’anthropologie contemporaine. Il a éprouvé des difficultés à publier son travail. Pour cette raison, il a fondé plusieurs revues dédiées à diffuser des recherches exclues des revues traditionnelles : Journal of Social, Political, and Economic Studies (en) (Revue d’études sociales, politiques et économiques) ainsi que Journal of Indo-European Studies. En 1978, il reprend la direction de la revue Mankind Quarterly (en) (L’humanité trimestrielle) fondée par Robert Gayre (en) et Henry Garrett (en), largement considéré comme une revue eugéniste. La plupart des entreprises d’édition de Pearson sont gérées par l’Institute for the Study of Man (Institut pour l’étude de l’homme) et le Pioneer Fund (en)(fonds Pioneer), fonds avec lequel Pearson est étroitement associé, ayant reçu 568 000 dollars au cours de la période 1981-1991,,.
La position de Pearson contre l’égalitarisme racial et politique s’est également manifestée par une opposition constante au marxisme et au socialisme. Dans les années 1970, il fut un organisateur politique de l’extrême droite américaine ; il a créé le Council for American Affairs (Conseil des affaires américaines) et a été le représentant américain de la Ligue anticommuniste mondiale (World Anti-Communist League, WACL). Il a été le président mondial de la WACL en 1978-1979. À ce titre, il a travaillé étroitement avec le gouvernement américain[réf. nécessaire] pendant la guerre froide et a collaboré avec de nombreux groupes anti-communistes de l’organisation, y compris des partisans du révérend Moon[réf. nécessaire] et d’anciens nationaux-socialistes allemands,.
Sur son site internet, Pearson conteste certaines des allégations à son sujet, rejetant les accusations spécifiques de haine raciale, d’antisémitisme, d’être en faveur du génocide, de l’eugénisme involontaire, du rapatriement forcé des immigrants légaux, de l’assujettissement ou de l’exploitation d’un groupe par d’autres groupes politiques extrêmes ou fascistes – y compris le national-socialisme ou tout système totalitaire – ainsi que de nier les accusations d’irrégularité.

## Contexte
Pearson grandit en Angleterre durant la Seconde Guerre mondiale durant laquelle son frère unique, pilote de chasse de la bataille d’Angleterre, quatre de ses cousins et deux camarades de classe sont morts. Pearson décrit fréquemment la Seconde Guerre mondiale comme une « guerre fratricide » insensée, dans laquelle la destruction mutuelle des peuples germaniques a contribué à l’effondrement progressif de la race nordique.
Pearson rejoint le Régiment royal de la Reine de l’armée britannique en avril 1945 en Angleterre. Il est envoyé en 1946 à l’école de formation des officiers de l’armée indienne britannique à Kakul, dans la province de la frontière du Nord-Ouest (aujourd’hui l’Académie militaire du Pakistan). Il sert à Meerut en 1946 avant la partition des Indes, avec la division indienne britannique durant l’occupation du Japon, et avec l’armée britannique à Singapour en 1948, avant de retourner en Angleterre et d’entrer à l’université. Pearson dirige ensuite diverses sociétés sous contrôle britannique au Pakistan oriental (aujourd’hui Bangladesh).
À l’université de Londres, il obtient une maîtrise en économie et sociologie, et un doctorat en anthropologie.

## Engagement politique précoce
En 1958, il fonde la Northern League for North European Friendship (en) (Ligue du Nord pour l’amitié de l’Europe du Nord), une organisation promouvant le pangermanisme, l’antisémitisme et une idéologie raciale néonazie,,. La Ligue du Nord a publié les revues The Northlander et Northern World qui décrivent son objectif comme « faire prendre conscience aux Blancs de leur héritage racial oublié, et couper à travers le brouillard judaïque des mensonges sur notre origine et les réalisations de notre race et de notre Culture occidentale ». En 1959, dans Northlander, Pearson décrit le but de l’organisation comme empêchant « l’anéantissement de notre espèce » et pour diriger les Européens du Nord et des Amériques dans la « lutte pour la survie contre des forces qui lieraient notre race et notre civilisation ». Il évoque également la nécessité « d’un État totalitaire, avec un objectif conscient et un contrôle central pour entreprendre une politique de changement génétique approfondie pour sa population... il ne fait aucun doute qu’il pourrait bientôt dépasser les nations rivales ». Sous le nom de plume d’Edward Langford, Pearson a également écrit une série sur les « Auteurs en science humaine » avec des portraits de racialistes éminents tels qu’Arthur de Gobineau, Houston Stewart Chamberlain, Arthur Keith, Madison Grant et Lothrop Stoddard.
Pearson a entretenu une correspondance avec le ségrégationniste américain Earnest Sevier Cox (en), membre dévoué de la Ligue, qui avait fait pression pour obtenir un financement fédéral pour « rapatrier » les Afro-Américains en Afrique à partir des années 1920. Pearson lui a déclaré : « je suis entièrement avec vous dans vos efforts pour obtenir une aide fédérale aux Noirs américains qui souhaitent retourner en Afrique ».
Dès ses débuts, la Ligue est critiquée à cause de son insistance sur la nature dysgénique et fratricide de la guerre intra-européenne, et de sa tendance à attirer d’éminents savants tels que Hans Günther, qui avait reçu des récompenses sous le régime national-socialiste pour son travail sur la race, et l’ancien assistant de Heinrich Himmler, Franz Altheim, qui étaient tous deux membres de la ligue dans ses premières années. D’autres membres de la ligue furent les néo-nazis britanniques Colin Jordan et John Tyndall. Après la démission de Pearson de la Ligue en 1961, son orientation politique s’est accentuée.
C’est Earnest Sevier Cox qui a suggéré à Pearson de tenir une réunion à Detmold, en Allemagne de l’Ouest, près de ce que l’on croyait alors être le site où les tribus germaniques avaient vaincu les Romains lors de la bataille de Teutoburg. La première réunion de la Ligue s’y tint en 1959, avec Cox et Hans Günther comme conférenciers principaux, bien que la participation de Günther, ancien éminent national-socialiste, dut rester discrète. L’événement a été décrit par les habitants comme du « national-socialisme ravivé ».
Sur son site internet, Pearson déclare que la ligue n’a jamais préconisé le national-socialisme ou le totalitarisme politique et que l’adhésion était ouverte à tous ceux qui souhaitaient recevoir les publications de la ligue.

## Vues anthropologiques
Les considérations anthropologiques de Pearson s’inspirent des théories de l’anthropologue britannique Arthur Keith, qui soutenait que les races humaines étaient des unités évolutives distinctes destinées à rivaliser pour obtenir des ressources. Les premiers écrits de Pearson citent directement Keith comme une influence majeure, tout en reconnaissant que « beaucoup verront [les observations de Keith] comme une défense de la philosophie hitlérienne ». Pearson résume la philosophie raciale et évolutive de Keith ainsi : « Si une nation avec un ensemble de gènes plus avancé, plus spécialisé ou supérieur en quelque matière que ce soit, se mêle, au lieu d’exterminer, à une tribu inférieure, alors elle commet un suicide racial et détruit le travail de milliers d’années d’isolement biologique et de sélection naturelle ».
Dans son travail, Pearson décrit les types raciaux comme des sous-espèces, qu’il définit comme des « un groupe[s] distinct[s] d’individus qui sont en passe de devenir des espèces distinctes, mais qui n’ont pas été isolés assez longtemps ou qui n’ont pas eu le temps de devenir suffisamment diversifiés pour perdre le pouvoir de se mélanger ». Il fait valoir que le métissage entre les sous-espèces est préjudiciable car l’une des sous-espèces sera toujours mieux adaptée à la vie que l’autre, et aura donc tendance à éviter le métissage,,,,.
En 1995 et 1996, Pearson a publié une trilogie d’articles dans Mankind Quarterly concernant le « concept d’hérédité dans la pensée occidentale », une défense de l’héréditarisme et une dénonciation de « l’assaut de l’égalitarisme ». Pearson rappelle sa défense de l’idée que les groupes raciaux sont des sous-espèces et réitère son attachement aux idées eugénistes, tout en avertissant que l’eugénisme négatif devrait avoir lieu comme un acte volontaire de sacrifice altruiste pour son espèce. Il reproduit les mêmes vues dans son livre de 1996 Hérédité et humanité : race, eugénisme et science moderne.

## Affaires en Asie du Sud
Pearson préside la Pakistan Tea Association (Association du thé du Pakistan) à Chittagong en 1963. Il siège également au comité directeur de la Fédération des chambres de commerce et d’industrie du Pakistan. Pearson vend ses intérêts commerciaux au Pakistan oriental en 1965 et déménage aux États-Unis. C’est durant son séjour en Asie du Sud qu’il s’intéresse à l’aryanisme et aux liens linguistiques, culturels et génétiques entre l’Europe du Nord et les populations indo-aryennes du sous-continent indien.

## Carrière universitaire aux États-Unis
Peu après son arrivée aux États-Unis, Pearson contribue à certaines publications de l’antisémite Willis Carto telles que Western Destiny et Noontide Press. Sous le nom de Stephan Langton, il publie de 1966 à 1967 The New Patriot, un magazine consacré à « une enquête responsable mais pénétrante sur tous les aspects de la question juive ». Il signe des articles tels que « Les sionistes et le complot contre l’Afrique du Sud », « Les premiers Juifs et la montée de la puissance monétaire juive » et « Les escrocs des crématoires ». Les livres de cette époque sont tous publiés en 1966 à Londres par Clair Press, notamment Eugenics and Race, Blood groups and Race, Race & Civilization et Early Civilisations of the Nordic Peoples par la suite diffusés aux États-Unis par The Thunderbolt Inc. , organe du National States’ Rights Party (Parti des droits nationaux des États). The New Patriot est cofondé par Pearson et le sénateur Jack Tenney, qui est pendant seize ans président du comité sénatorial de Californie sur les activités anti-américaines et qui a souvent écrit pour ce journal[réf. nécessaire]. Pearson rejoint la Société d’eugénisme (en) en 1963 et en devient compagnon en 1977.
Il reprend en 1978 la direction de la revue Mankind Quarterly, fondée en 1960 par Robert Gayre, Henry Garrett, Corrado Gini, Ottmar von Verschuer et Reginald Ruggles Gates,.
Pearson fonde en 1973 la revue académique Journal des études indo-européennes.
En 1966, Pearson visite le sud des États-Unis et les Caraïbes, puis l’Afrique du Sud, la Rhodésie et le Mozambique l’année suivante, avant d’être recruté par l’université du Sud du Mississippi (USM) en 1968 comme professeur adjoint de sociologie. Il est nommé en 1970 professeur agrégé et directeur de la chaire de sociologie et d’anthropologie au Queens College de Charlotte. Il en démissionne pour retourner à l’USM l’année suivante en tant que professeur et président du département d’anthropologie nouvellement créé, proposant à la fois un baccalauréat et des diplômes de maîtrise. Selon William Tucker, Pearson a, dans ses fonctions, licencié la plupart des professeurs non titulaires, embauchant à la place des universitaires tels que Robert E. Kuttner (en) et Donald A. Swan (en), tous deux ayant des vues politiques similaires à Pearson. Le doyen a déclaré plus tard que Pearson a « utilisé son poste comme façade académique pour attirer des semblables fanatiques ». Pearson lui-même déclare que ce n’est pas vrai et qu’« il est vrai que deux membres du corps professoral du département de religion, auparavant séparé et qui avait récemment été fusionné avec le département de Pearson pour créer un département plus grand regroupant anthropologie, philosophie et religion, ont été licenciés, mais que cet acte a été ordonné par l’administration et non par le président du département [lui-même] ».
En 1974, Pearson est nommé professeur et doyen des affaires académiques et directeur de la recherche à Montana Tech. Alors qu’il est doyen, l’université reçoit 60 000 dollars du Pioneer Fund pour soutenir ses activités de recherche et d’édition universitaires. Lorsqu’un journaliste a appelé les différentes universités dans lesquelles Pearson avait occupé des postes, les responsables de Montana Tech ont déclaré qu’ils ignoraient que Pearson était la personne qui avait édité Western Destiny, un périodique ayant publié de nombreux articles pro-sud-africains, anti-communistes et contre le mélange racial, qui avait écrit des articles et des brochures pour Noontide Press de Willis Carto. Ces titres, axés sur la race, comprenaient « Eugenics and Race » et « Early Civilizations of the Nordic Peoples ».
Le travail de Pearson dans la publication des travaux de « chercheurs qui soutiennent une économie de la libre entreprise, une politique étrangère ferme et cohérente et une défense nationale forte » est félicité par le président Ronald Reagan pour sa « contribution substantielle à la promotion et au maintien de ces idéaux et principes que nous apprécions ici et à l’étranger »,.

## Ligue mondiale anticommuniste
Pearson quitte en 1975 le monde universitaire et emménage dans la capitale des États-Unis, Washington, pour devenir président du Council on American Affairs (Conseil des affaires américaines), qui devient la branche américaine de la Ligue anticommuniste mondiale, rédacteur en chef du Journal on American Affairs (Journal des affaires américaines, rebaptisé plus tard The Journal of Social, Études politiques et économiques, journal des études sociales, politiques et économiques), et finalement président des University Professors for Academic Order (UPAO, professeurs d’université pour l’ordre académique) une organisation prônant l’intégrité académique, l’ordre social et selon laquelle l’université ne devrait pas être « un instrument de changement social » et œuvrant à dépolitiser les campus. Il a également été administrateur de la Benjamin Franklin University.
Il siège au comité de rédaction de plusieurs institutions : Heritage Foundation, Foreign Policy Research Institute et American Security Council, et plusieurs hommes politiques conservateurs ont écrit des articles pour son Journal on American Affairs et des monographies liées dont les sénateurs et députés républicains Jake. Garn, Carl T. Curtis, Jesse Helms, Jack Kemp et Philip Crane.
Pearson est élu président mondial de la Ligue mondiale anticommuniste en 1978 lors de la 11econférence annuelle de la Ligue, à Washington. Selon William H. Tucker, il « a profité de cette occasion pour remplir la WACL de nazis européens – anciens fonctionnaires du Troisième Reich et des collaborateurs nazis d’autres pays pendant la guerre ainsi que de nouveaux adeptes de la cause dans ce qu’un journaliste a appelé l’un des plus grands blocs fascistes de l’Europe d’après-guerre ».
Plusieurs centaines de membres venus du monde entier assistent au premier des cinq jours de sessions de la conférence annuelle de la WACL, dont deux sénateurs américains. Il est ouvert par l’United States Marine Corps Band (Fanfare du Corps des Marines des États-Unis) et la garde d’honneur des services interarmées. Après la dénonciation de la réunion dans la Pravda, le Washington Post publie une attaque encore plus critique contre la politique d’extrême droite de la WACL et de Pearson,.
Pearson démissionne de la WACL après des accusations selon lesquelles il « encourageait l’adhésion des groupes européens et latino-américains ayant des liens nazis ou néonazis ». Dans un article du Wall Street Journal, l’homme qui lui succède à la présidence, le général John Singlaub, qualifie Pearson d’« embarras » n’étant « pas le bienvenu, pour quelque activité que ce soit ». Le même article affirme que la recommandation présidentielle a été obtenue via un associé de Pearson travaillant au ministère de la Défense. La Maison Blanche ne retire pas ses félicitations, mais publie une déclaration publique dans laquelle le secrétaire présidentiel affirme le rejet par le président de toute forme de discrimination raciale. Pearson est invité à cesser d’utiliser la lettre de Ronald Reagan pour promouvoir publiquement ses activités. Un ancien membre de la WACL, le conservateur Geoffrey Stewart-Smith a décrit l’organisation pendant sa période sous Pearson comme « un grand regroupement de nazis, de fascistes, d’antisémites, de vendeurs de contrefaçons, de racistes vicieux et d’égoïstes corrompus ».
Après l’article du Washington Post, Pearson est conduit à démissionner du comité de rédaction de la revue Policy Review de la néo-conservatrice Heritage Foundation, qu’il avait aidé à fonder. Ses liens avec d’autres organisations se poursuivent et, en 1986, CovertAction Quarterly (en) dévoile son association avec James Jesus Angleton, ancien chef du contre-espionnage de la CIA, le général Daniel O. Graham (en), ancien directeur de la Defense Intelligence Agency, le général Robert C. Richardson (en) et d’autres membres de l’American Security Council (Conseil de sécurité américain).

## Association avec le Pioneer Fund
En 1981, Pearson récupère la bibliothèque de Donald A. Swan grâce à une subvention du Pioneer Fund. Entre 1973 et 1999, ce fonds a dépensé 1,2 million de dollars en faveur des activités de Pearson, dont la majeure partie a été utilisée pour l'Institute for the Study of Man (Institut d’études sur l’homme) qu’il dirige et qui, sous sa direction, acquiert la revue soumise à comité de lecture Mankind Quarterly en 1979. Pearson poursuit sa carrière en tant qu’éditeur et aurait une influence éditoriale, bien que son nom ne soit jamais apparu dans le journal. Pearson utilise différent pseudonymes pour contribuer à la revue, y compris J. W. Jamieson et Alan McGregor, en utilisant parfois un pseudonyme pour revoir et louer le travail d’un autre. Cette publication a ensuite été reprise par The Council for Social and Economics Studies (Conseil des études sociales et économiques).
Pearson est également directeur du Council for Social and Economics Studies, qui possède la maison d’édition Scott-Townsend Publishers (qui a publié la plupart de ses livres récents), et il est le rédacteur en chef général du Journal of Social, Political, and Economic Studies.

## Publications
- (en) Eastern Interlude [« Interlude oriental »], Calcutta, Londres, Thacker Spink, Luzac and Co., 1953.
- (en) Eugenics and Race [« L’eugénisme et la race »], Londres, Los Angeles, Clair Press, Noontide Press, 1966, 1968 (OCLC 9737954)
- Eugenics and Race (L’eugénisme et la race), Clair Press, Londres, 1958 ; 2e éd. 1966, Clair Press, Londres et Noontide Press, Los Angeles (OCLC 9737954)
- Blood groups and race (Groupes sanguins et race) (1re édition inconnue) 2e éd. 1966, Clair Press, Londres et Noontide Press, Los Angeles (OCLC 6099970)
- Race & civilisation (Race et civilisation), (1re édition inconnue) 2e éd. 1966, Clair Press, Londres et Noontide Press, Los Angeles (OCLC 4387181)
- Early Civilizations of the Nordic Peoples (Premières civilisations des peuples nordiques), Northern World, Londres, 1958. Noontide Press, Los Angeles, 1965 (OCLC 9972221)
- Introduction to Anthropology: an ecological/evolutionary approach (Introduction à l’anthropologie: une approche écologique / évolutive), Holt Rinehart et Winston, New York, 1974.
- Sino-Soviet Intervention in Africa (Intervention sino-soviétique en Afrique), Conseil des affaires américaines, 1977.
- Korea in the World Today (La Corée dans le monde aujourd’hui), Conseil des affaires américaines, Washington, DC, 1978.
- Ecology and Evolution (Écologie et évolution), Monographie trimestrielle de l’humanité, Washington, DC, 1981.
- Essays in Medical Anthropology (Essays in Medical Anthropology), Scott-Townsend Publishers, Washington, DC, 1981.
- Anthropological Glossary (Glossaire anthropologique), Krieger Publishing Co., Malabar, Floride, 1985.
- Evolution, Creative Intelligence, and Intergroup Competition (Évolution, intelligence créative et compétition intergroupes), Cliveden Press, 1986
- William Shockley: Shockley on Eugenics and Race: The Application of Science to the Solution of Human Problems (Shockley sur l’eugénisme et la race : l’application de la science à la solution des problèmes humains), préface d’ Arthur Jensen. Scott-Townsend Publishers, Washington, DC, 1992. (OCLC 26400159)
- Race, Intelligence and Bias in Academe (Race, intelligence et biais en Académie), Introduction par Hans Eysenck[44], éditeurs Scott-Townsend, Washington, DC, 1991 (OCLC 25308868) (2e. Ed. 1994).
- Heredity and Humanity: Race, Eugenics and Modern Science (Hérédité et humanité : race, eugénisme et science moderne), 1996, Scott-Townsend Publishers, Washington, DC, 1991 (2e édition 1998).